# Mas d'en Serra (Sant Pere de Ribes)
El Mas d'en Serra és una obra de Sant Pere de Ribes (Garraf) protegida com a Bé Cultural d'Interès Local.

## Descripció
El Mas d'en Serra ha quedat integrat dins l'entramat urbà, dins la urbanització que li dona nom, al costat del nucli urba del les roquetes del garraf. És un edifici aïllat de planta irregular que es compon de diversos cossos superposats. Consta de planta baixa i pis i té la coberta a dues vessants amb el carener paral·lel a la façana. S'hi accedeix per un portal d'arc de mig punt adovellat, entorn el qual hi ha disposades diverses finestres d'arc pla arrebossat, la majoria de factura moderna. A la façana de ponent hi ha adossat un cos superior en alçada i que sobresurt respecte el principal. Consta d'un portal propi d'arc escarser arrebossat. L'acabat exterior és arrebossat i pintat de color blanc. La masia ha estat dividida en diversos habitatges independents.

## Història
Al cadastre de l'any 1764 hi figura un tal Josep Aldibert de Vilanoveta dit lo mas den Serra.